# Paeonia broteri

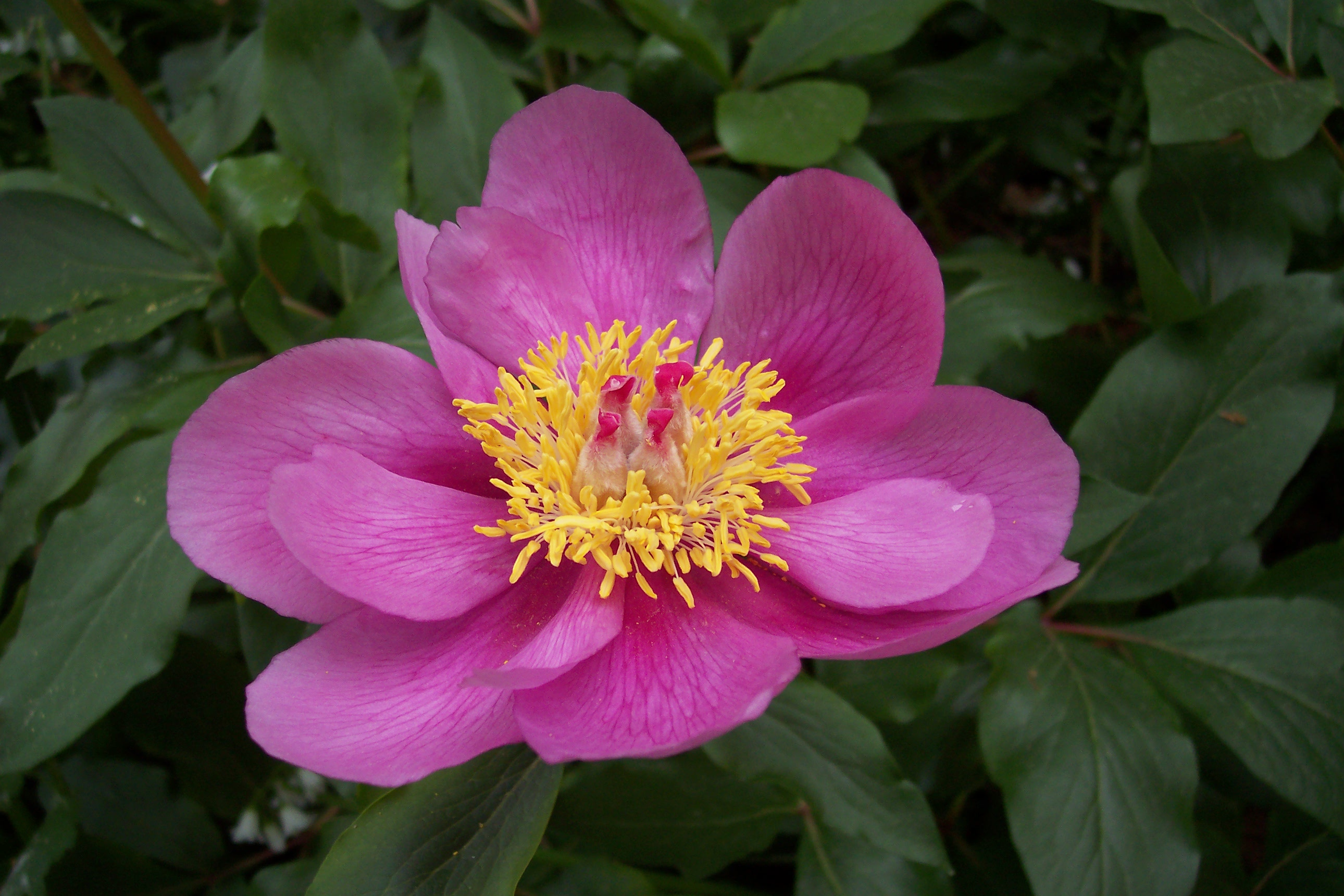
Detalhe da flor.

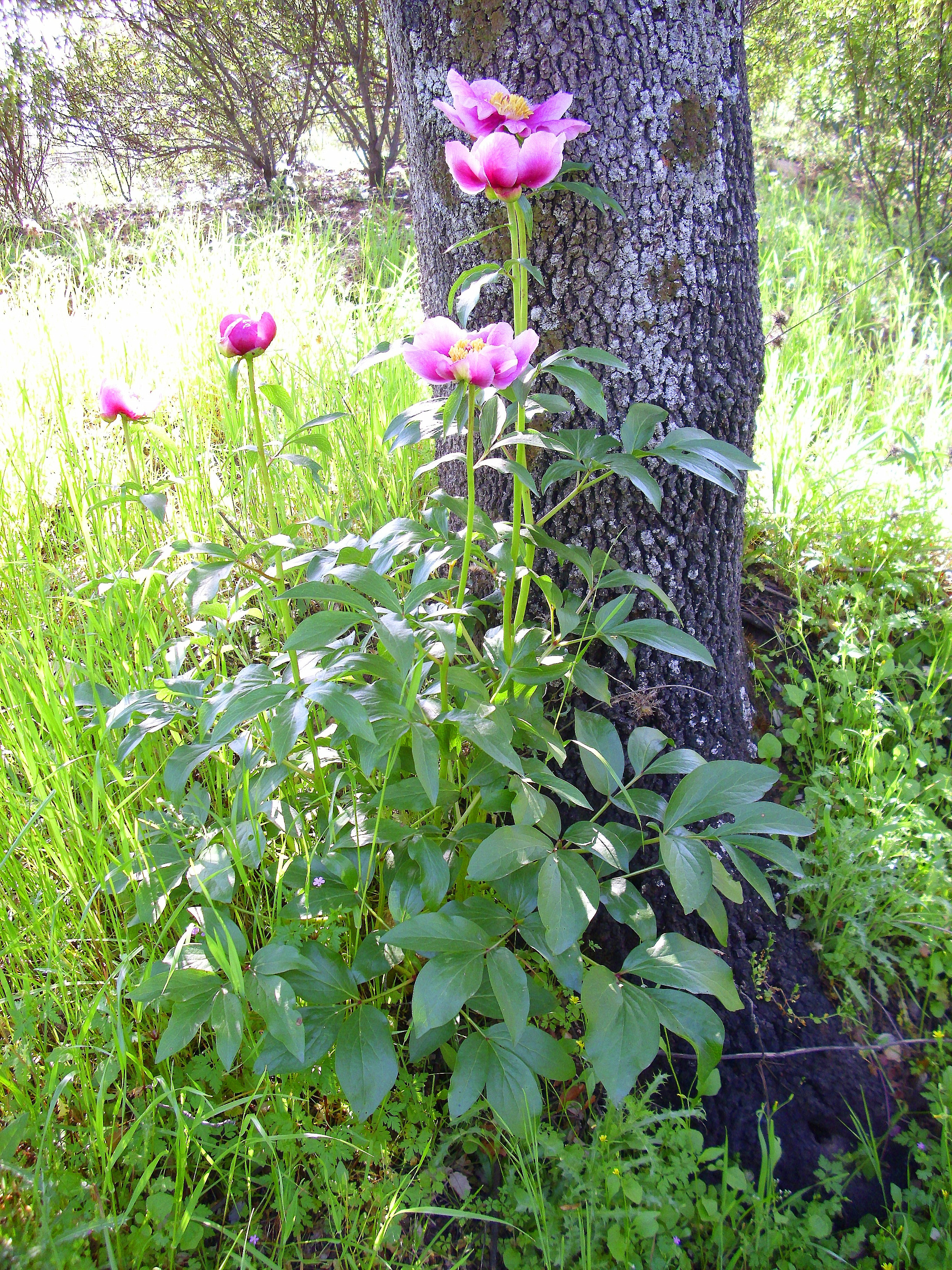
A planta no seu habitat (Sierra Madrona).

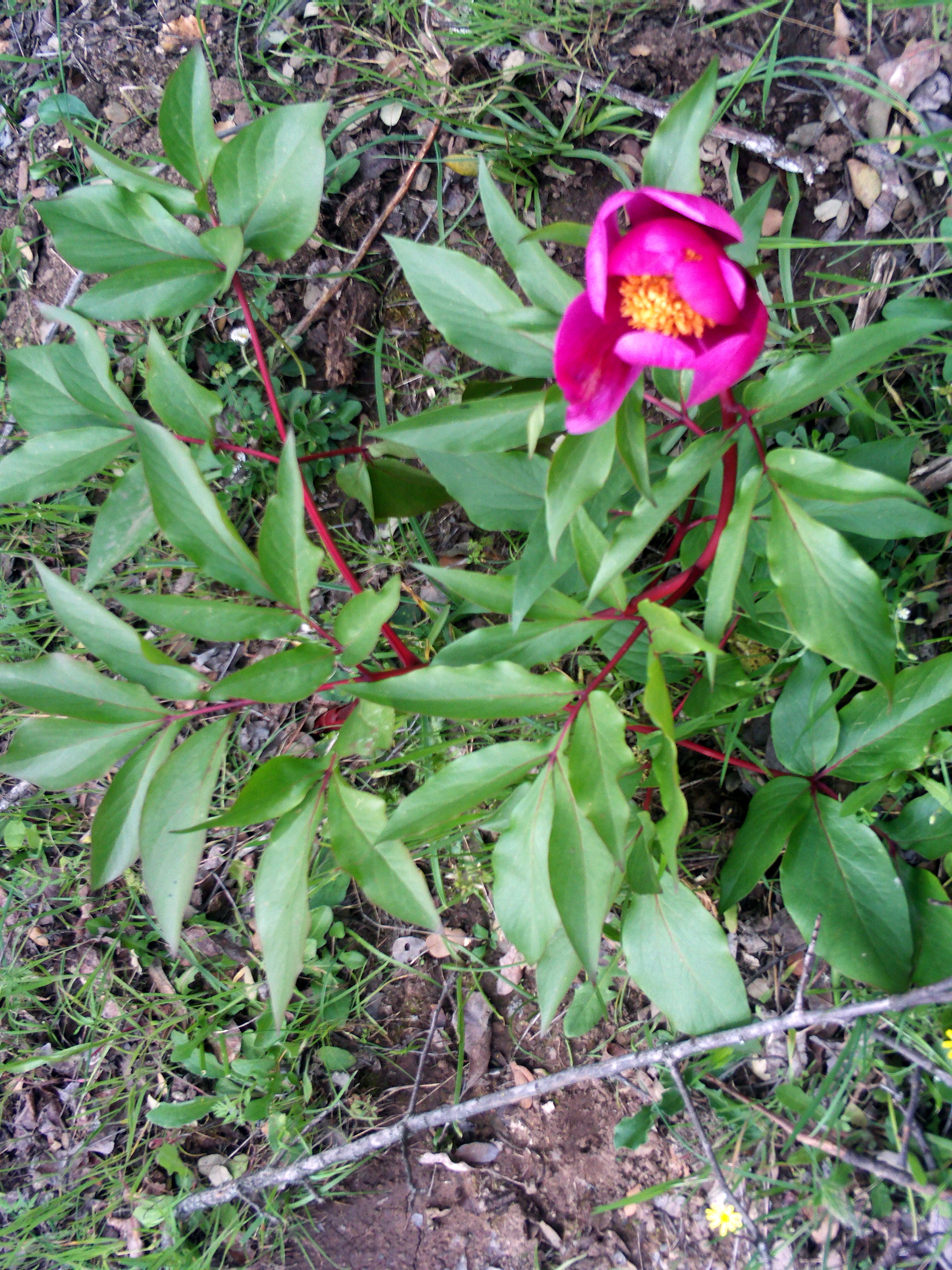
Hábito da espécie.

Paeonia broteri Boiss. & Reut., 1842, conhecida pelo nome comum de rosa-albardeira, é uma espécie de planta com flor pertencente à família Paeoniaceae, da ordem Saxifragales (em algumas classificações integrada na ordem Dilleniales). A espécie é estreitamene aparentada com P. mascula. O epíteto específico broteri foi criado em homenagem a Félix de Avelar Brotero, botânico contemporâneo de Carolus Linnaeus. A espécie aparece frequentemente referida pelo sinónimo taxonómico Paeonia broteroi.

## Descrição
P. broteri é uma planta arbustiva, com até 70 cm de altura, com vistosas flores vermelhas ou cor de rosa. Tem folhas compostas, por vezes obovadas ou oval-lanceoladas, de coloração verde brilhante na face superior e glabras na face inferior, sésseis ou subsésseis, de ápice agudo, de 16 a 19 folíolos de 3 a 4 cm de largura. Caules glabros de 50 cm de altura, em cuja base apresente umas folhas de cor vermelha.
As flores são hermafroditas, grandes, solitárias, de 5 sépalas e de 5 a 10 pétalas, de coloração vermelha, com numerosos estames e anteras amarelas e carpelos lanosos.
O fruto é um folículo coberto com pelos esbranquiçados, contendo sementes  que quando amadurecem são negras.
A espécie apresenta grande variabilidade morfológica natural, o que originou uma alargada sinonímia já que diferentes formas foram atribuídas a diferentes taxa.
A análise citológica revelou que a espécie apresenta um número de cromossomas de 2n=10 (como a restante família Paeoniaceae e táxones infra-específicos).

## Ecologia e habitat
A espécie é silicícola, preferindo bosques, zonas umbrosas e pedregosas, matorrais de montanha, sub-bosques de montados, bosques de Quercus faginea, azinhais, carvalhais e matas ripárias.
A espécie é indicadora das associações botânicas que caracterizam a província Carpetano-Ibérico-Leonesa, sendo parte das associações Luzula forsteri-Quercus pyrenaica (típicas da região de Guadarrama) e Juniperus oxycedrus-Quercus rotundifolia (matas carpetanas), ocorrendo a altitudes que vão de 100 m a 1850 m acima do nível médio do mar.
É uma planta endémica da Península Ibérica. Aparece nos sistemas montanhosos do centro e sul de Espanha e em Portugal, onde ocorrem em zonas de solos siliciosos, em sub-bosques de azinheiras e outras espécies do género Quercus.
A espécie Paeonia broteri foi descrita por Boiss. & Reut. e publicada em Diagnoses Plantarum Novarum Hispanicarum, 4, 1842.
A etimologia do nome genérico Paeonia deriva do latim paeǒnĭa, ae, criado a partir do nome do deus Péon, o médico dos deuses que aparece mencionado na Ilíada e na Odisseia de Homero. A aplicação da planta curou Ares quando foi ferido por Diomedes durante a Guerra de Troia. Também é mencionada uma cura anterior, quando foi usada por Hades que havia sido ferido por uma flecha lançada por Héracles em Pilos. Também é mencionado em Plínio, o Velho (livro 25, X(1)), que recomenda o uso da planta contra «os pesadelos provocadas pelos Faunos.»